# Municipio de Guanagazapa
Municipio de Guanagazapa är en kommun i Guatemala.   Den ligger i departementet Departamento de Escuintla, i den södra delen av landet, 50 km söder om huvudstaden Guatemala City.